# Hody (Moravia)

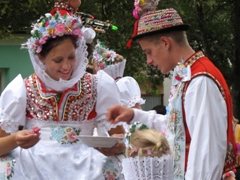
Stárek và starka tại lễ hội Hody ở Ngôi làng Morkůvky, Nam Moravia, 2006

Vùng Nam Moraviaa

Hody (Lễ hội) là một lễ kỷ niệm truyền thống hàng năm được tổ chức tại nhiều ngôi làng và thị trấn của vùng đất lịch sử Moravia ở Cộng hòa Séc. Lễ hội Hody thường diễn ra trong khoảng từ tháng 5 đến tháng 11, ở hầu hết các ngôi làng và thị trấn của Đông Nam Moravia (trong tiếng Séc gọi là Moravian Slovakia). Thời gian tổ chức lễ kỷ niệm khác nhau tùy theo từng khu vực. Theo đó, mỗi ngôi làng hoặc thị trấn đều có một nhà thờ dành riêng cho một vị thánh bảo trợ cụ thể, ngày Chủ nhật gần nhất sau ngày của vị Thánh cũng là ngày lễ kỷ niệm Hody, và nhà thờ cũng chính là địa điểm diễn ra sự kiện này.
Lễ kỷ niệm thường diễn ra vào Chủ nhật và có thể kéo dài thêm một hoặc hai ngày nữa. Ở trung tâm của sự kiện là một cây cột cao tên là Maypole (tiếng Séc: mája hoặc májka) thường được dựng lên thủ công trước khi diễn ra lễ hội một ngày. Cây cột thường cao hơn 30 mét, làm từ thân cây vân sam. Các Maypole được dựng ở trung tâm của khoảng đất trống (ở Czech gọi là: plac hay Solo), nơi dân làng sẽ cùng tham gia nhảy múa và ca hát trong tiếng nhạc kèn đồng (tiếng Séc: dechová muzika hoặc dechovka).
Hàng năm, một chàng trai trẻ may mắn sẽ được chọn để trở thành người tổ chức và sắp xếp chính của Hody, được gọi là první stárek (stárek đầu tiên - nghĩa đen là " người già " đầu tiên). Anh và một nhóm bạn trẻ (họ được gọi là stareks - số nhiều trong tiếng Séc: stárci; hoặc họ có thể gọi là chasa) chịu trách nhiệm tổ chức và điều hành sự kiện. Đặc biệt, mỗi stárek ( hoặc thành viên của chasa) sẽ dẫn theo bạn gái đến tham gia lễ hội (thường được gọi là starka hoặc stárka). Các cặp đôi trẻ sẽ mặc trang phục dân gian truyền thống của từng vùng khi tham gia lễ hội.